# Центральный банк Омана
Центральный банк Омана (араб. البنك المركزي العماني‎, англ. Central Bank of Oman) — центральный банк Султаната Оман, возглавляющий банковскую систему страны.

## История
До 1959 года в обращении использовались различные денежные знаки, преимущественно — индийская рупия и талер Марии-Терезии. С 1959 года параллельно с ними начала использоваться рупия Персидского залива, выпускавшаяся Резервным банком Индии. После девальвации в июне 1966 года индийской рупии и последовавшей за ней девальвацией рупии Персидского залива использование последней было прекращено.
В 1970 году создано Управление денежного обращения Маската (Muscat Currency Authority), начавшее в мае того же года выпуск национальной валюты — риала Саиди. В 1972 году Управление денежного обращения Маската переименовано в Валютный совет Омана (Oman Currency Board).
В 1974 году принят закон (the Banking Law) о создании Центрального банка Омана, которому передавались функции Валютного совета. Банк начал операции 1 апреля 1975 года.

## Полномочия и функции
Общее руководство деятельностью Центрального банка Омана осуществляет Совет управляющих (Board of Governors). Совет обладает полномочиями по руководству всей операционной деятельностью Центрального банка и контролю за коммерческими оманскими банками. Совет состоит из 7 управляющих, назначаемых указом султана Омана. В обязанности Совета входит, в том числе, разработка и издание правил применения закона о банках, установление первичных и вторичных учетных ставок по коммерческим ценным бумагам, надзор за обеспеченностью банков капиталом и др. В 2004 года было принято дополнение к закону о банках, предоставляющее Совету управляющих полномочия в сфере банковского аудита:
- разработка и издание минимальных требований к периодичности аудиторских проверок, квалификации и стажу внешних аудиторов банков;
- право отменять решения банков о привлечении или отказе от услуг конкретного внешнего аудитора.
- внешних аудиторов обязали информировать Центральный банк обо всех нарушениях, выявленных в ходе аудиторских проверок.

Основными функциями Центрального банка Омана являются:
- хранение средств правительства Султаната Оман;
- срочное кредитование правительства;
- распоряжение правительственными кредитами;
- поддержание части внешних активов султаната в качестве обеспечения денежной массы, находящейся в обращении;
- принятие нормативных депозитов в соответствии с законом о банках или решениями Совета управляющих, а также добровольных депозитов банков;
- кредитование местных банков (кредитор последней инстанции) и купля-продажа финансовых инструментов;
- установление ставки рефинансирования;
- выполнение функций расчётной палаты для банков — членов клиринговой системы Центрального банка;
- эмиссия, регулирование обращения, поддержание курса оманского риала и управление внешними активами;
- консультирование правительства по общеэкономическим и валютно-финансовым вопросам;
- надзор за функционированием банковской системы и издание нормативных актов в банковской сфере.